# Guardiolo spumante
Il Guardiolo spumante è un vino DOC la cui produzione è consentita nella provincia di Benevento.

## Caratteristiche organolettiche
- colore: paglierino tenue-spuma fine e persistente.
- odore: caratteristico, gradevole.
- sapore: fresco, tipico.

## Produzione
Provincia, stagione, volume in ettolitri
- Benevento  (1995/96)  34,93
- Benevento  (1996/97)  101,53